# Christophe Profit
Pour les articles homonymes, voir Profit (homonymie).
Christophe Profit est un alpiniste français né le 15 février 1961.
Originaire de Rouen, il commence l'escalade à seize ans. En 1980, il effectue son service militaire à Chamonix au sein du GMHM, avant d'obtenir son diplôme de guide de haute montagne en 1986. À ce jour, il totalise 10 ascensions de la face Nord de l'Eiger.

## Réalisations et notoriété
Auteur d'un nombre impressionnant de réalisations, notamment dix ascensions de la face Nord de l'Eiger, dont l'ouvreur Heinrich Harrer disait qu'un « homme [qui en ferait deux fois l'ascension] n'existe pas et n'existera sans doute jamais », et en 40 heures l'ascension hivernale avec assistance pour l'approche et la descente, des trois grandes faces nord des Alpes : Grandes Jorasses, Eiger et Cervin. Il est considéré pour sa rigueur et son éthique par un nombre important d'alpinistes comme une référence dans l'exercice du métier[réf. nécessaire].

## Militantisme
Christophe Profit milite pour un équipement a minima de la montagne. Il est condamné en juin 2023, en première instance, pour la dépose de deux pieux métalliques d’amarrage sur la voie dite « normale » du mont Blanc, un an plus tôt ; il les avait retirés parce qu'il les estimait dangereux,. Il fait appel de cette décision.

## Ascensions
- 30 juin 1982 : première en solo intégral de la Directe américaine aux Drus. Christophe Profit passe en escalade libre les passages difficiles comme le dièdre de 90 m (6c)
- 1984 : intégrale de Peuterey solo (32 h).
- 1985 : enchaînement estival face Nord Cervin-Eiger-Linceul aux Jorasses dans la journée.
- 1985 : première ascension en solitaire et dans la journée (en 10 h) de la face Nord de l'Eiger
- Mars 1987 : réussit en 40 heures l'ascension hivernale avec assistance pour l'approche et la descente, des trois grandes faces nord des Alpes : Grandes Jorasses, Eiger et Cervin.
- 15 août 1991 : première ascension de l'arête Nord-Ouest du K2 avec Pierre Béghin[4].